# 孙昌华
孙昌华（1956年4月—），山东惠民人，汉族，中华人民共和国地方官员、第十一届全国人民代表大会新疆地区代表。
毕业于中央党校政治理论专业，是中共党员。1975年参加工作。历任库尔勒市委副书记，吐鲁番地委委员、组织部长、地委副书记、吐鲁番地委书记:79、新疆维吾尔自治区环保厅副厅长、新疆维吾尔自治区国有资产监督管理委员会副主任、新疆维吾尔自治区党委副秘书长。2008年起担任全国人大代表。